# Calle Colón de Larreátegui
La calle Colón de Larreátegui es una calle ubicada en el centro de la villa de Bilbao. Se inicia en la calle Buenos Aires y finaliza en la calle Máximo Aguirre, junto al parque Casilda Iturrizar.

## Origen del nombre
La calle toma su denominación de José Joaquín Colón de Larreátegui, corregidor del Señorío de Vizcaya a partir de 1782, el cual realizó una ingente y beneficiosa labor, con la reorganización de las funciones de su puesto de corregidor, la construcción de carreteras, renovación de la organización de la Casa de Misericordia, nueva sede para la cárcel, matadero, alumbrado y traída de aguas.

## Edificios, plazas y esculturas de interés

### Edificios
Diversos edificios reseñables rodean la calle Colón de Larreátegui:

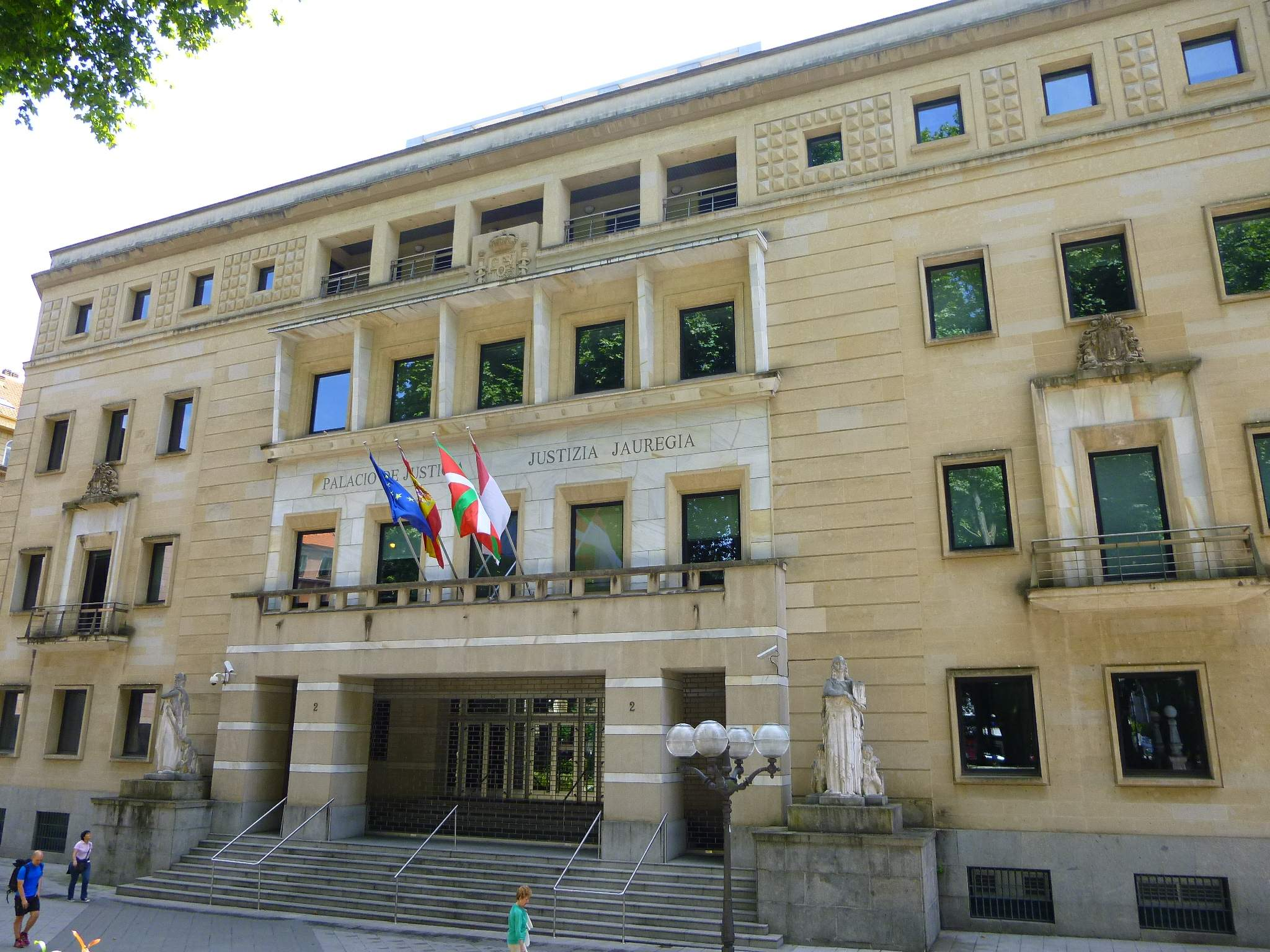
Palacio de Justicia de Bilbao
- Café Iruña
- Edificio La Equitativa
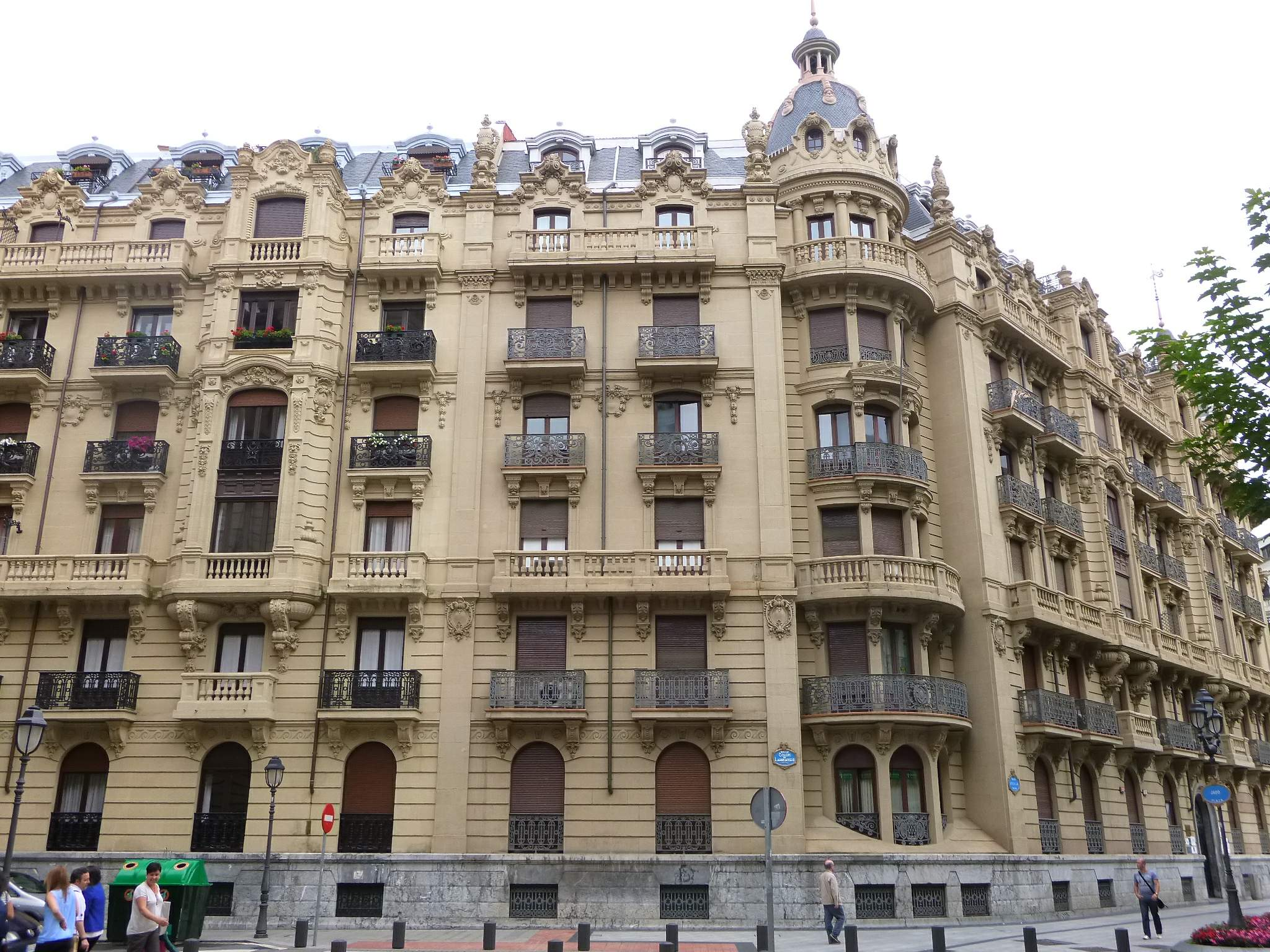
Edificio del arquitecto Gregorio Ibarreche en la plaza de Jado
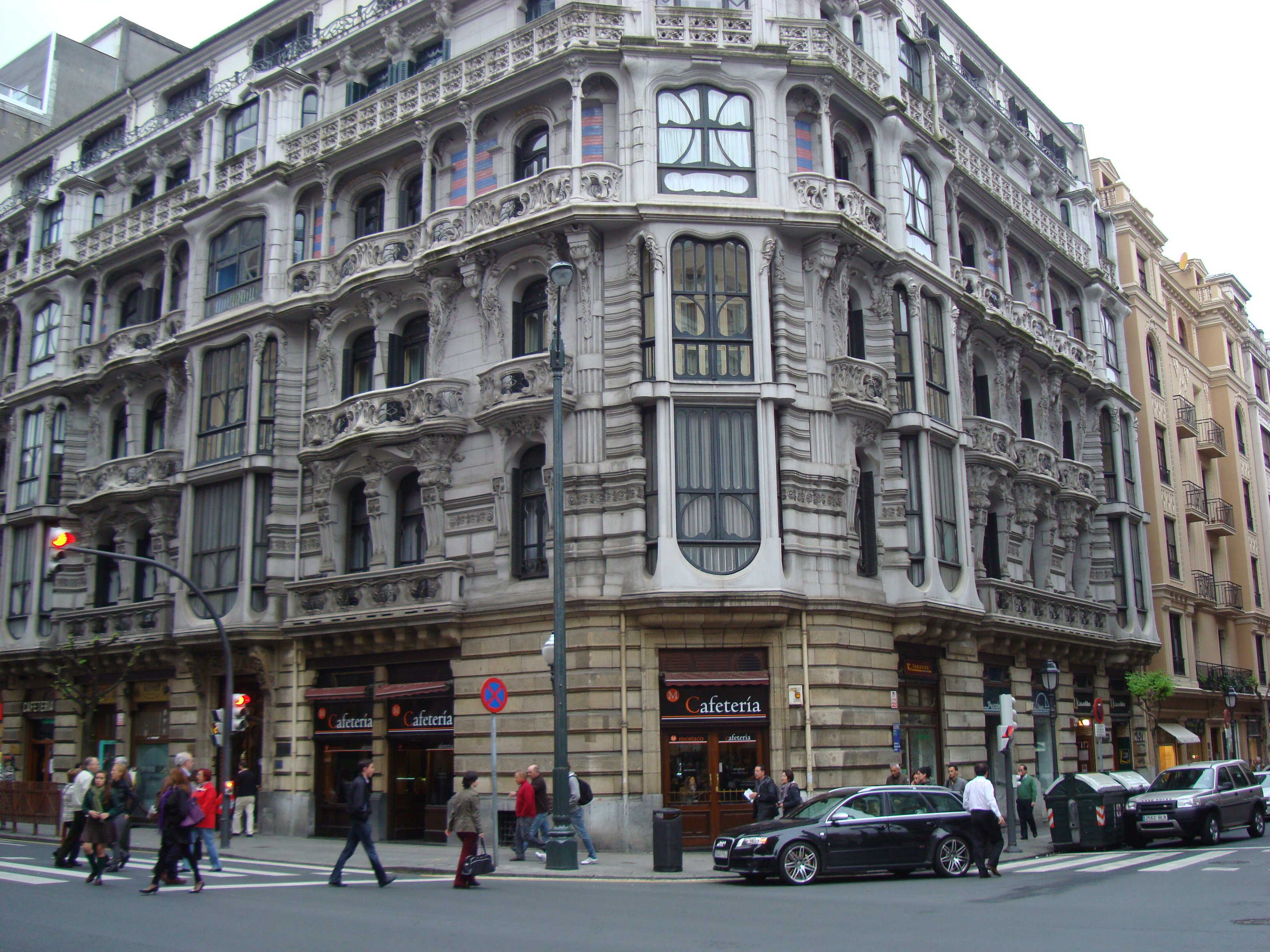
Casa Montero
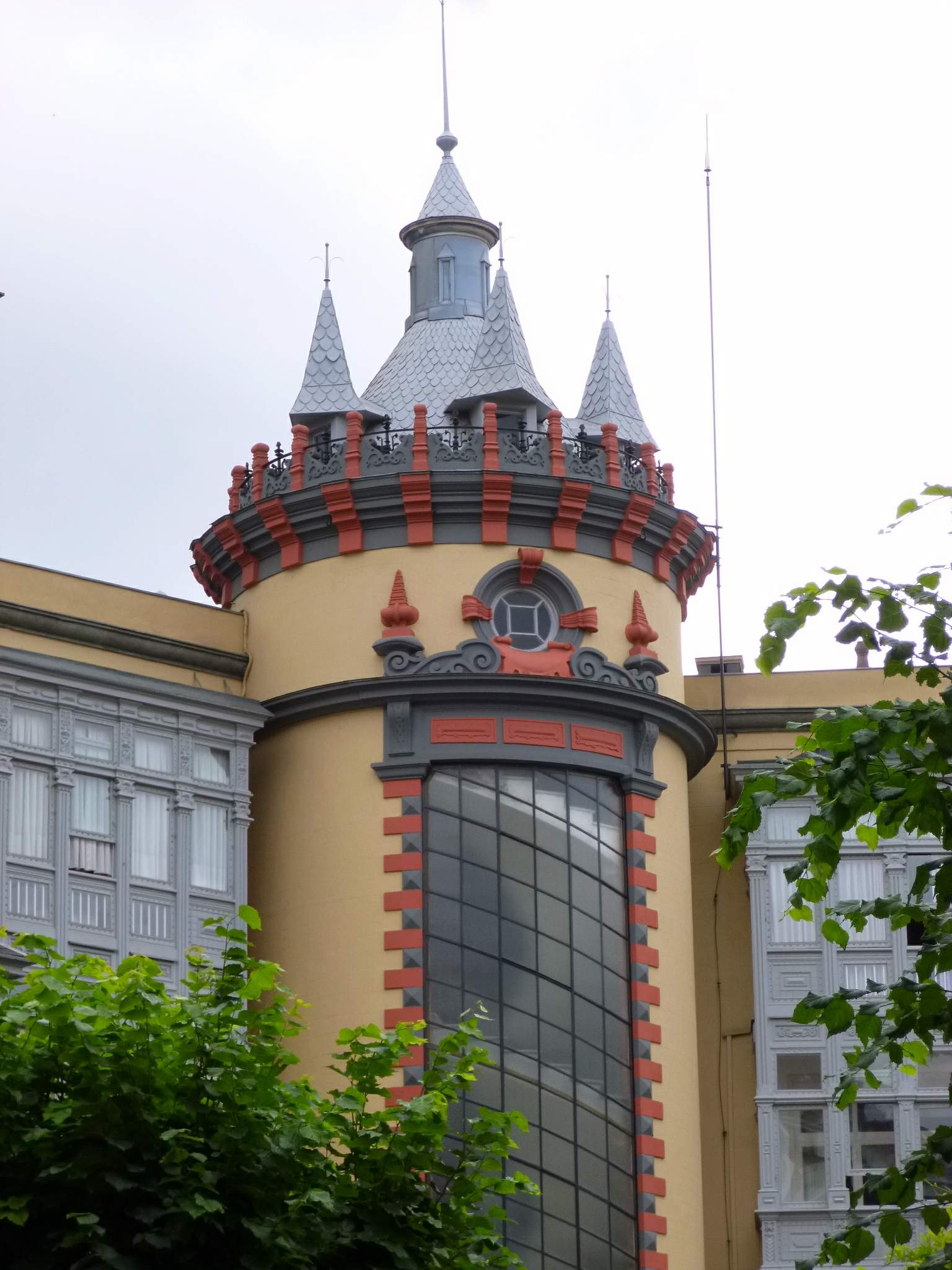
Palacio Chávarri
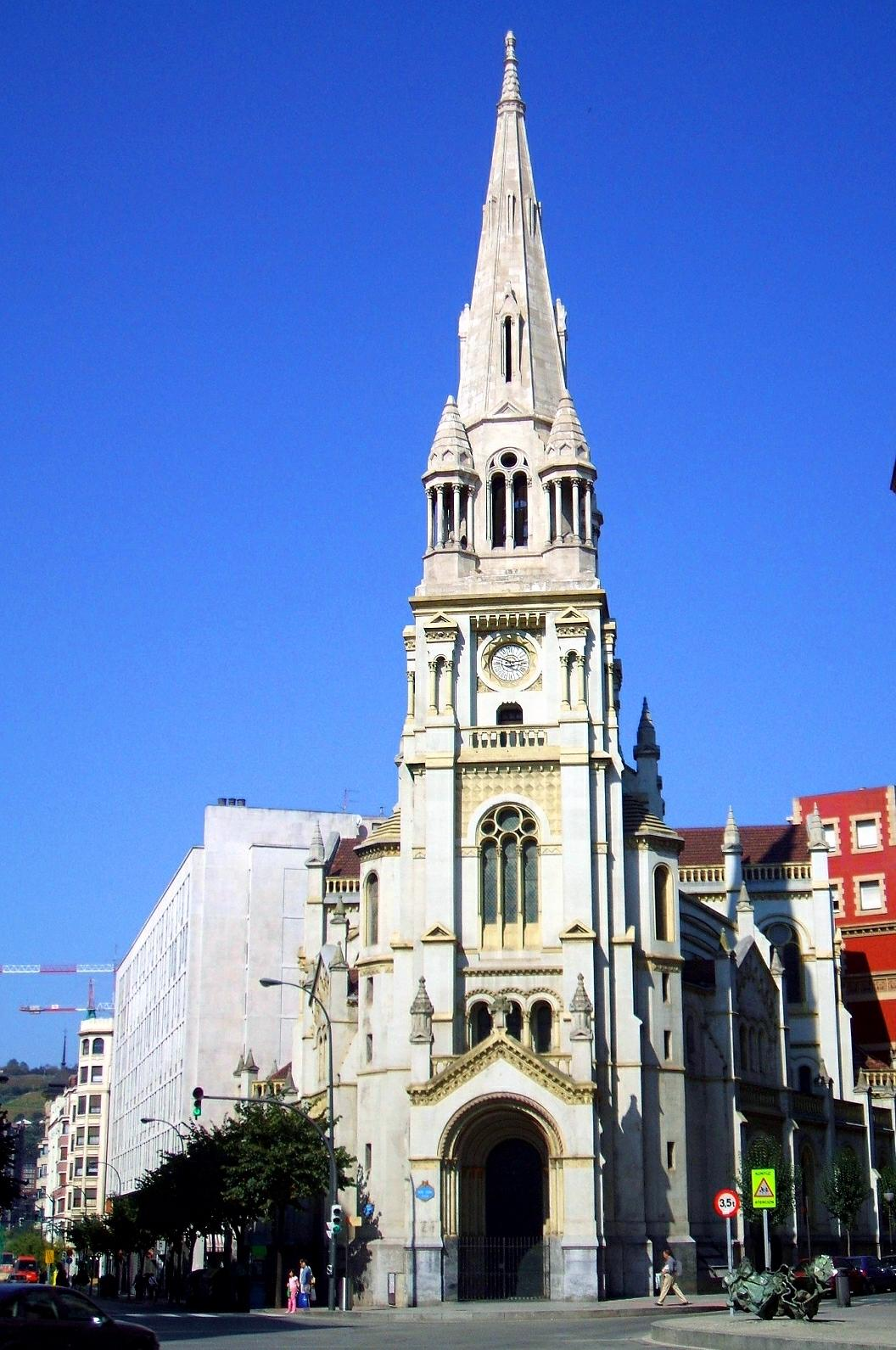
Iglesia de San José de la Montaña

- Palacio de Justicia de Bilbao
- Edificio del arquitecto Gregorio Ibarreche
- Casa Montero
- Palacio Chávarri
- Iglesia de San José de la Montaña

### Plazas

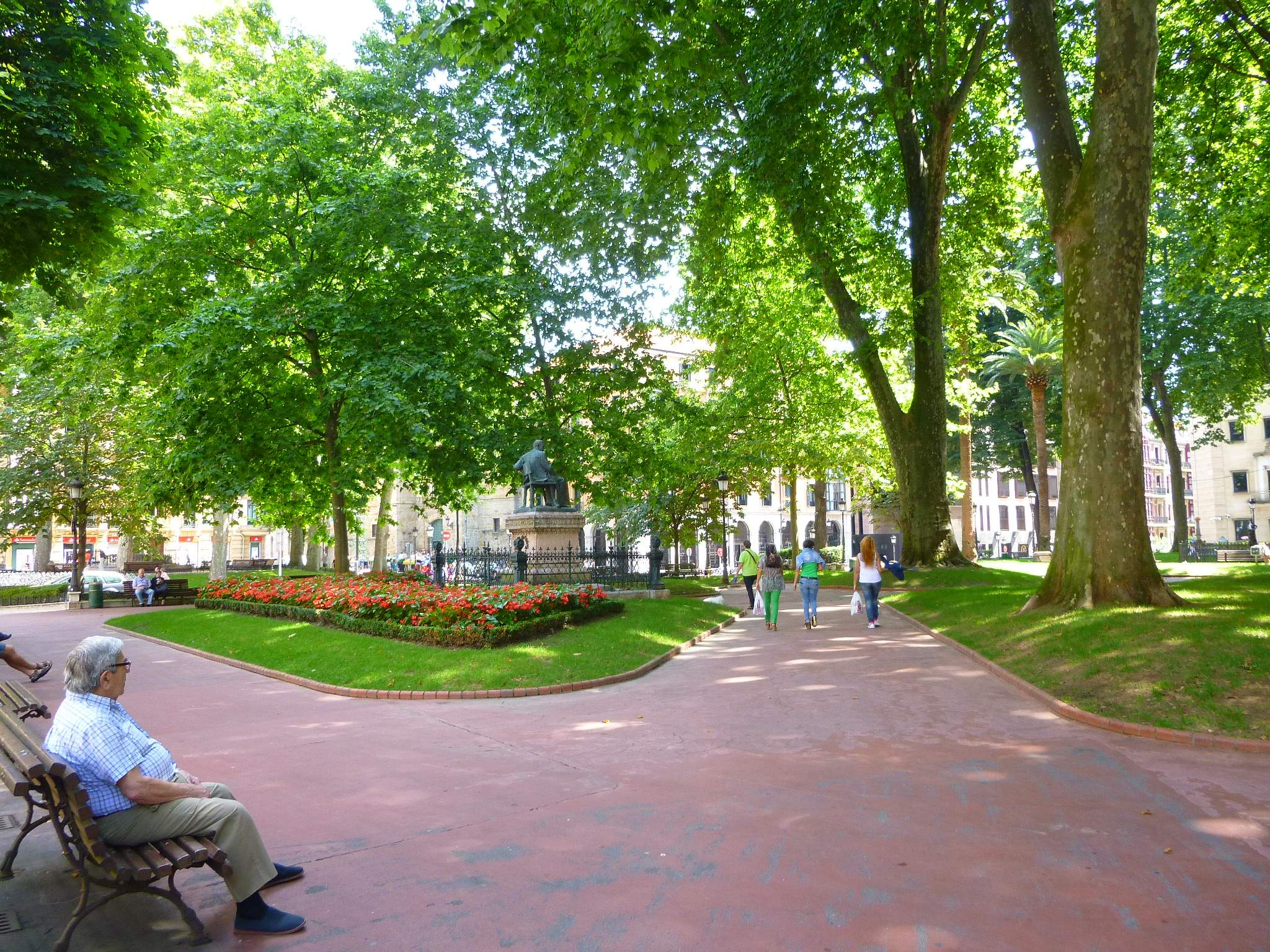
Jardines de Albia
- Plaza del Ensanche
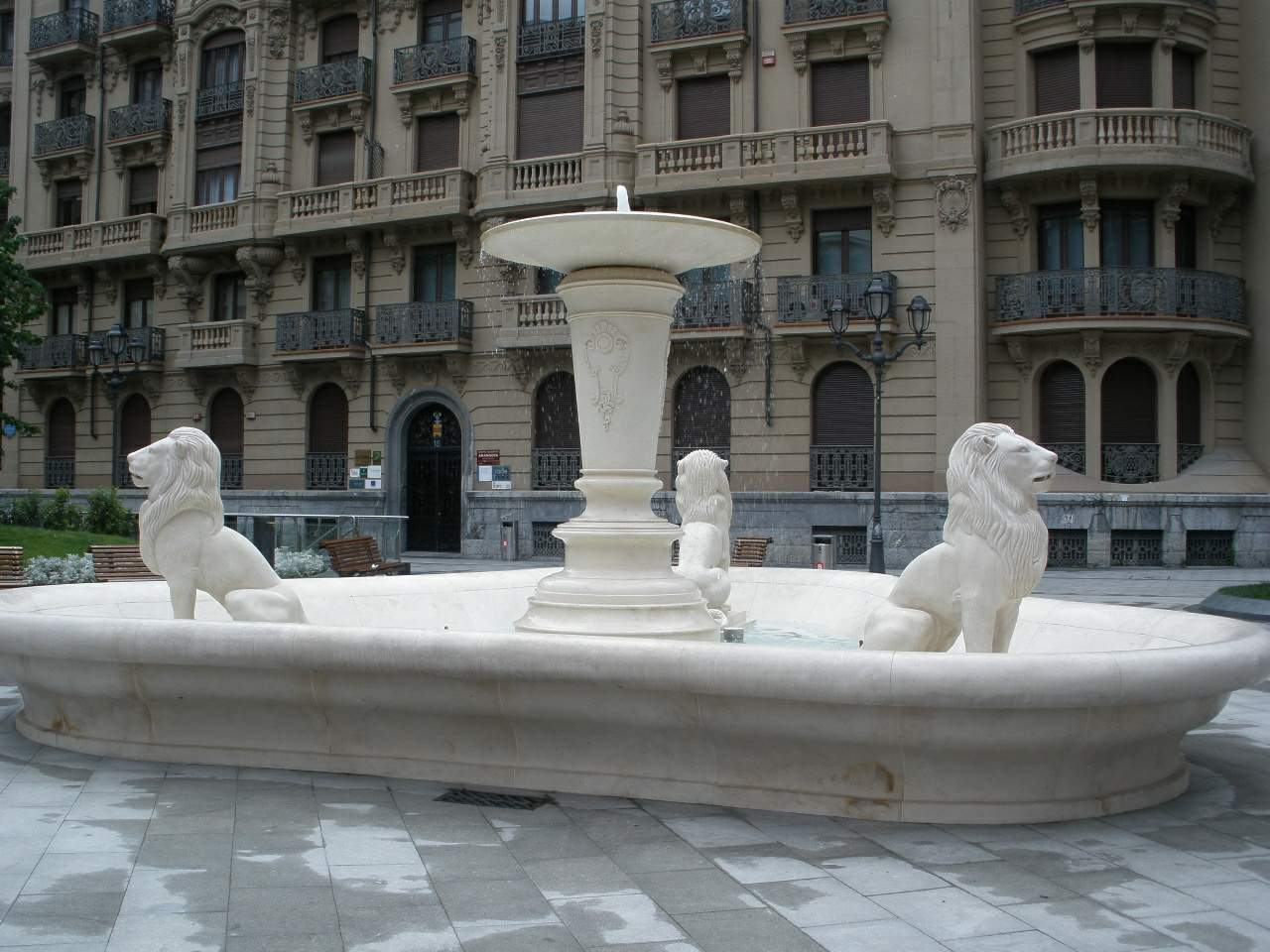
Plaza de Jado

- Jardines de Albia
- Plaza de Jado

### Escultura
- Esculturas de Vicente Larrea en la confluencia de Colón de Larreátegui con las calles Iparraguirre y Elcano

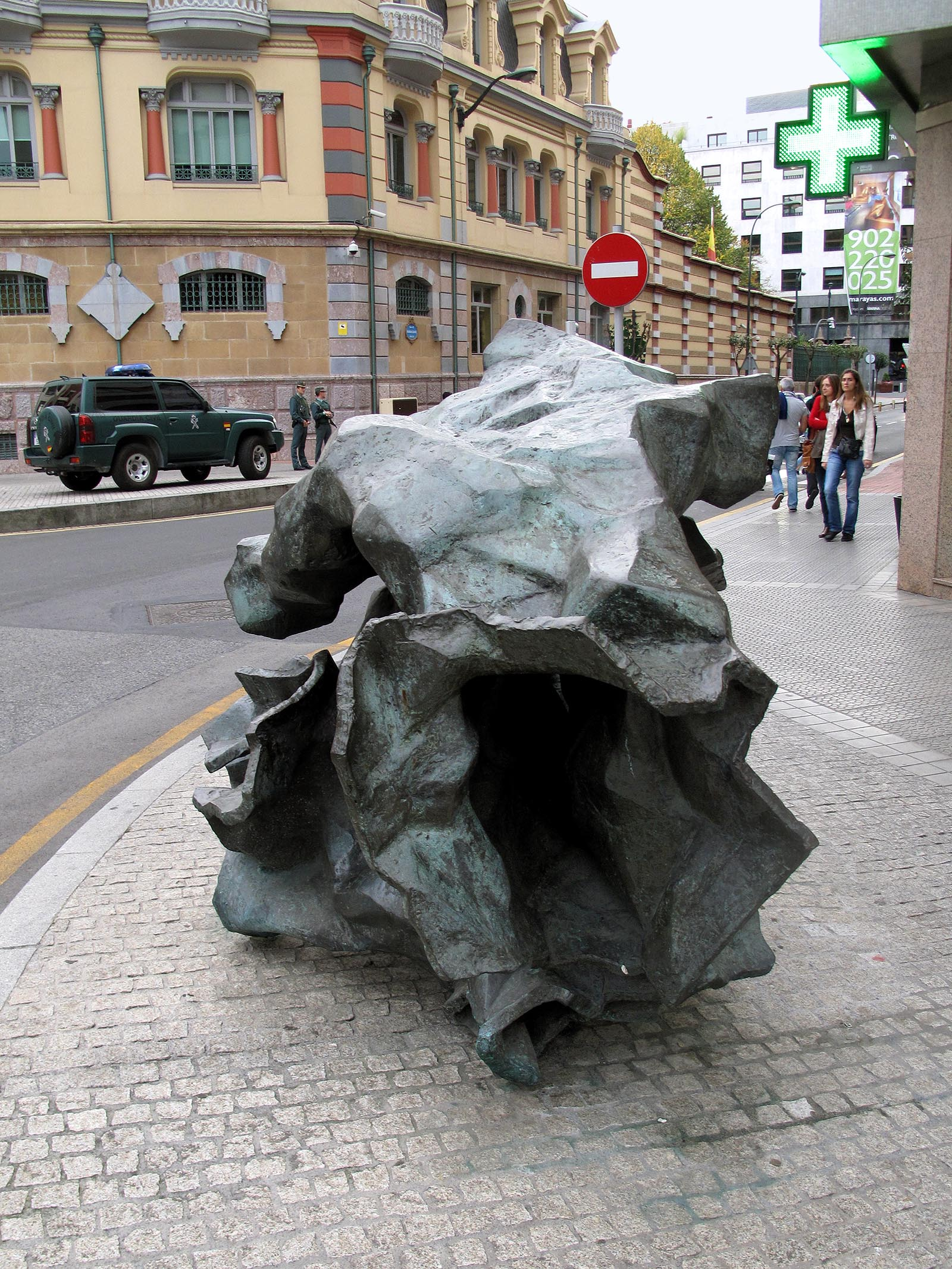
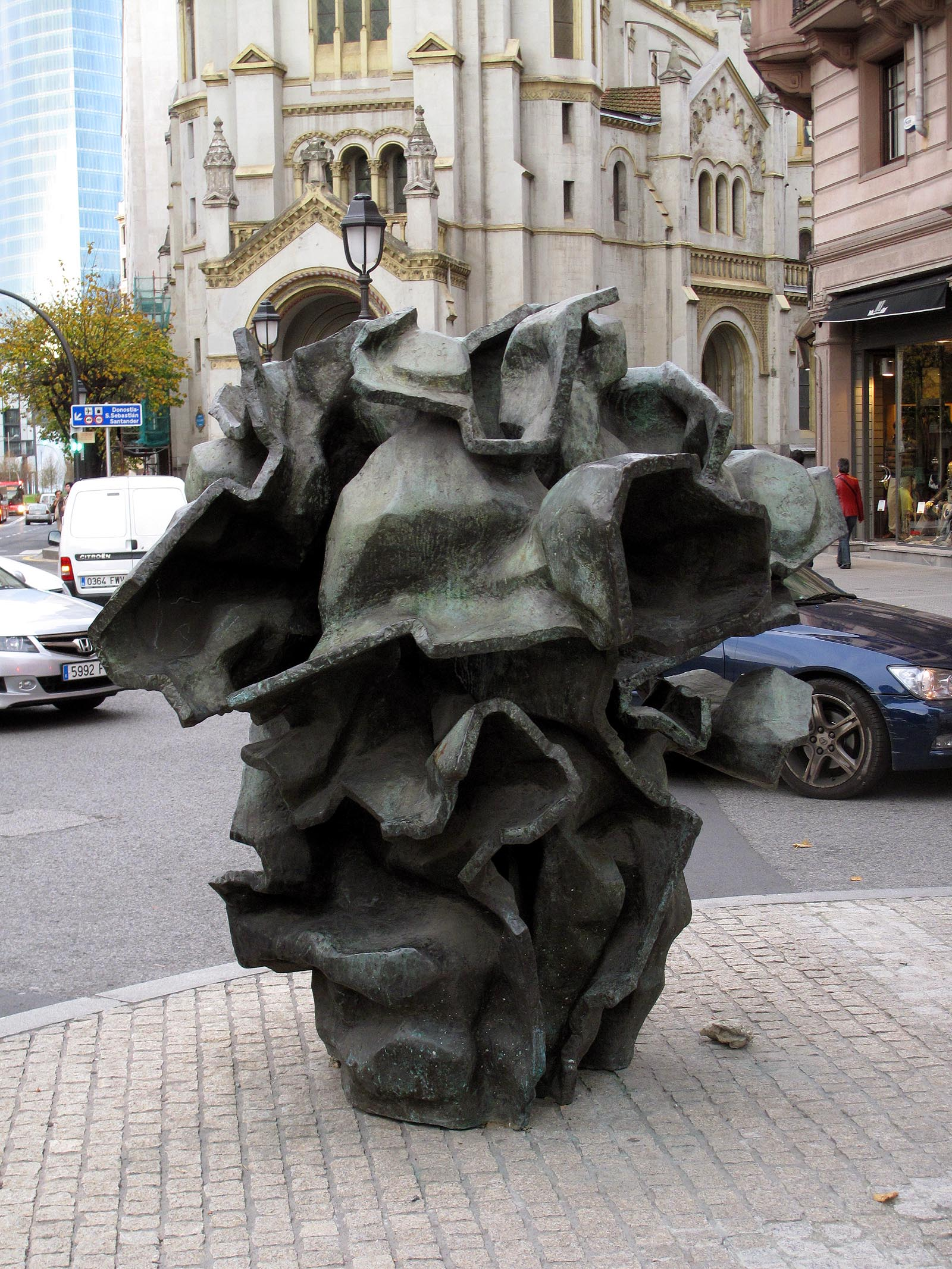

## Medios de transporte
Estaciones de Abando (salida Berástegui) y Moyua del Metro de Bilbao.